# ご存知!旗本退屈男
『ご存知!旗本退屈男』（ごぞんじはたもとたいくつおとこ）は、1988年（昭和63年）から1994年（平成6年）に掛けてテレビ朝日系列で放映された東映制作の単発テレビ時代劇シリーズ。北大路欣也主演で9本制作された。

## あらすじ
頃は江戸時代元禄年間、徳川幕府5代将軍・綱吉の治世。無役の身で有りながら将軍家の直参旗本である早乙女主水之介は、自らに降りかかる火の粉を払いながら、必殺の剣技「諸刃流青眼崩し（もろはりゅう せいがん くずし）」を駆使し、幕政を脅かす不穏な勢力に敢然と立ち向かう。

## 概要
NET時代の1973年から1974年に掛けて全25話が制作・放送されたテレビシリーズ以来、約14年ぶりに単発のシリーズとして復活した人気時代劇の傑作。主演は東映時代劇で早乙女主水之介を当たり役としていた市川右太衛門（1973年版でも主役を演じた）の次男・北大路欣也。親子二代にわたって主水之介を演じた。また、早乙女家の用人・笹尾喜内を、映画版で喜内を演じた堺駿二の実子である堺正章が演じた事も話題を呼んだ。

## キャスト
- 早乙女主水之介：北大路欣也
- 笹尾喜内：堺正章
- 菊路：古村比呂（第1作 - 第8作） → 五十嵐いづみ（第9作）
- まぼろしお銀：宮下順子 → 山本みどり → 本阿弥周子 → 伊藤かずえ
- 徳川綱吉：長門裕之

## スタッフ
- 原作：佐々木味津三
- プロデューサー：近藤洲弘、和佐英彦、高橋正樹（テレビ朝日）、阿部征司、伊藤彰将、上阪久和（東映）
- 脚本：高田宏治、志村正浩、佐藤繁子、高部彰一郎、藤井邦夫
- 音楽：山本純ノ介（第1作）、津島利章（第2作 - 第9作）
- 監督：松尾昭典、牧口雄二、上杉尚祺
- 製作：テレビ朝日、東映

## シリーズ・各回出演者
- ご存知!旗本退屈男 長崎・死の密書!京都二条城、謎の能舞台（1988年8月11日）

出演：古手川祐子、佐藤慶、亀石征一郎、内田稔、長谷川哲夫、田中浩、内田勝正、左右田一平、金田龍之介ほか
- ご存知!旗本退屈男II 薩摩に倒幕の謀反!謎の南蛮船と能面武士の密書!!（1988年12月29日）

出演：藤真利子、かとうかずこ、桂歌丸、林家木久蔵、石橋蓮司、近藤洋介、鈴木瑞穂、早川純一、近藤宏、片岡五郎、福原学、新克利ほか
- ご存知!旗本退屈男III 疑惑渦巻く大奥!謎の美女に将軍のお世継ぎが…幕府転覆か!?決闘!八丈島!!（1989年8月10日）

出演：桜田淳子、成田三樹夫、川野太郎、山本陽一、鹿内孝、絵沢萠子、星洋子、幾野道子、成瀬正孝、駒塚由衣、内藤武敏、夏夕介、桂歌丸、林家木久蔵ほか
- ご存知!旗本退屈男IV 紀州徳川家滅亡か!?謎の女狐と仮面の男、大暗殺隊主水に迫る（1990年3月29日）

出演：多岐川裕美、中山仁、西川忠志、垂水悟郎、御木本伸介、菅貫太郎、佐竹明夫、高城淳一、佐藤京一、伊藤高、森章二、桂歌丸、林家木久蔵ほか
- 時代劇スペシャル ご存知!旗本退屈男V 甲府城に渦巻く暗雲!妖艶くノ一忍者と虚無僧軍団!謎の花嫁御殿!!（1990年10月6日）

出演：片平なぎさ、渡辺梓、三ツ木清隆、小松方正、森永奈緒美、西村和彦、久富惟晴、小沢象、早川純一、山本清、桂歌丸、林家木久蔵、大出俊ほか
- 時代劇スペシャル ご存知!旗本退屈男VI 伊達家に倒幕の陰謀!埋蔵金を狙う謎の美女!日光東照宮恐怖の展望台!!（1991年8月15日）

出演：賀来千香子、坂上忍、長谷川明男、御木本伸介、茅島成美、田中浩、下塚誠、石田新、堀田真三、守田比呂也、加藤由美、桂歌丸、林家木久蔵、石橋蓮司ほか
- 時代劇スペシャル ご存知!旗本退屈男VII 危うし!加賀百万石 謎の豪商の底知れぬ野望!美女二人・秘められた過去!!（1992年3月26日）

出演：河合奈保子、内藤剛志、黒田福美、西沢利明、辻萬長、原口剛、西川ひかる、武見龍麿、笹木俊志、中嶋俊一、中村錦司、川浪公次郎、五十嵐義弘、志茂山高也、泉好太郎、藤沢徹夫、桂歌丸、林家木久蔵、宍戸錠ほか
- ご存知!旗本退屈男VIII 琉球王朝に渦巻く暗雲!謎の舞姫と首里城の秘宝!三日月傷、海を渡る!!（1993年3月27日）

出演：高樹沙耶、山本みどり、長谷川明男、石山律雄、遠藤剛、小笠原良知、志賀圭二郎、崎津隆介、伊庭剛、中丸忠雄、桂歌丸、林家木久蔵、中谷一郎ほか
- 新春大型時代劇3時間スペシャル 旗本退屈男 天下御免の巨悪斬り!大江戸に史上最大の危機迫る 花に嵐か?競艶三人の美女!（1994年1月3日）

出演：多岐川裕美、清水綋治、本田博太郎、奥村公延、光石研、小野ヤスシ、片桐光洋、大林丈史、山西道広、加藤和夫、深江章喜、夏八木勲、西岡徳馬、名古屋章、美保純、林隆三ほか